# Clythrocytheridea tarfaensis
Clythrocytheridea tarfaensis är en kräftdjursart. Clythrocytheridea tarfaensis ingår i släktet Clythrocytheridea och familjen Cytherideidae. Inga underarter finns listade i Catalogue of Life.